# Руда (притока Цетине)
Руда је река у Сињском пољу, лева притока Цетине.
Извире код места Руда, а у Цетину се улива око 1 km северно од Триља. Лева притока јој је речица Граб.